# Chimarra hoogstraali
Chimarra hoogstraali är en nattsländeart som beskrevs av Ross 1956. Chimarra hoogstraali ingår i släktet Chimarra och familjen stengömmenattsländor. Inga underarter finns listade i Catalogue of Life.